# Hampton (Illinois)
Hampton es una villa ubicada en el condado de Rock Island en el estado estadounidense de Illinois. En el Censo de 2010 tenía una población de 1863 habitantes y una densidad poblacional de 435,42 personas por km².

## Geografía
Hampton se encuentra ubicada en las coordenadas 41°33′21″N 90°24′12″O / 41.55583, -90.40333. Según la Oficina del Censo de los Estados Unidos, Hampton tiene una superficie total de 4.28 km², de la cual 4.28 km² corresponden a tierra firme y (0%) 0 km² es agua.

## Demografía
Según el censo de 2010, había 1863 personas residiendo en Hampton. La densidad de población era de 435,42 hab./km². De los 1863 habitantes, Hampton estaba compuesto por el 95.17% blancos, el 0.91% eran afroamericanos, el 0.27% eran amerindios, el 0.11% eran asiáticos, el 0% eran isleños del Pacífico, el 2.2% eran de otras razas y el 1.34% pertenecían a dos o más razas. Del total de la población el 7.46% eran hispanos o latinos de cualquier raza.